# Święty gaj Osogbo
Święty gaj Oszun-Osogbo lub Oszun-Osogbo – święty gaj poświęcony bogini Oszun, położony wzdłuż brzegów rzeki Osun, zaraz za granicą miasta Oshogbo w stanie Osun, w Nigerii.
W 2005 roku gaj został wpisany listę światowego dziedzictwa UNESCO.

## Opis
W tradycji ludu Joruba każde miasto miało święty gaj – współcześnie większość z nich jest opuszczona lub obszar przez nie zajmowany uległ okrojeniu. Święty gaj miasta Oshogbo w stanie Osun jest największym zachowanym gajem, gdzie nadal praktykowane są zwyczaje religijne. Gaj uznawany jest za siedzibę bogini płodności Oszun, jednej z dwustu oriszy Jorubów. Według mitologii Jorubów, Oszun, żona boga burzy Szango, po kłótniach z jego inną żoną, została zamieniona w rzekę – Osun, stąd cała rzeka uznawana jest za świętą. 
Według legendy, gaj został odkryty przez szanowanego łowcę słoni Olutimehina, który opowiedział o odkryciu przyjacielowi Larujowi, poszukującego miejsca obfitującego w wodę, by osiedlić się ze swoim ludem i uciec przez suszą. Lud Laruja zawarł pakt z boginią Oszun – w zamian za opiekę nad lasem i budowę sanktuarium, bogini miała zapewnić im ochronę i płodność. 
Gaj jest zarazem jeden z ostatnich pozostałych połaci pierwotnego lasu tropikalnego w południowej Nigerii. Na terenie gaju znajdują się sanktuaria, rzeźby oraz inne dzieła sztuki ku czci bogini Oszun i innych bóstw. Wiele z artefaktów to dzieła sztuki powstałe w XX w.. Gaj uznawany jest za symbol tożsamości Jorubów, w kraju i za granicą. W gaju odprawiane są regularnie ceremonie religijne a raz do roku latem przez dwanaście dni odbywa się święto, by połączać Jorubów mistyczną więzią z boginią.   
W 2005 roku gaj został wpisany listę światowego dziedzictwa UNESCO.